# Cacá Bueno
Carlos „Cacá” Eduardo Santos Galvão Bueno Filho (ur. 24 lipca 1976 roku w Rio de Janeiro) – brazylijski kierowca wyścigowy.

## Kariera
Bueno rozpoczął karierę w wyścigach samochodowych w 1996 roku od startów w klasie Light Stock Car Brasil, gdzie sześciokrotnie stawał na podium, w tym dwukrotnie na jego najwyższym stopniu. Został sklasyfikowany na trzeciej pozycji w klasyfikacji generalnej. Rok później w klasie Light był mistrzem. W latach 2006–2007, 2009, 2011-2012 zdobywał tytuł mistrzowski w klasyfikacji generalnej Stock Car Brasil. W późniejszych latach Brazylijczyk pojawiał się także w stawce South American Supertouring Championship, TC2000, Porsche Supercup, Turismo Carretera Argentina, Stock Car V8, Trofeo Linea Brasil, World Touring Car Championship, Copa Caixa Stock Car, GT3 Brasil Championship, FIA GT Series, Brazilian Petrobras de Marcas Cup oraz Blancpain Sprint Series.
W World Touring Car Championship Brazylijczyk startował w latach 2010-2011 z brytyjską ekipą Chevrolet RML. W sezonie 2011 podczas brazylijskiej rundy stanął na najniższym stopniu podium pierwszego wyścigu. W drugim wyścigu był piąty. Z dorobkiem 25 punktów został sklasyfikowany na piętnastej pozycji w klasyfikacji generalnej.